# First Date
First Date är en singel från 2001 av skatepunkbandet blink-182.

## Låtens handling
- Tom DeLonge skrev låten. Den handlar enligt honom om en kille som ska gå på "första dejten" med en tjej han tycker om, och hur mycket han oroar sig för att tjejen inte ska tycka om honom.[1]

## Musikvideon
Musikvideon utspelar sig i El Segundo, Kalifornien 1974 och är en komedi om tre töntar (spelade av bandmedlemmarna) som, iklädda typiska 1970-talskläder, åker runt i en minivan, röker marijuana och stöter på tjejer.
Videon är dock inspelad i Vancouver, Kanada under två dagar. Mark om musikvideon:
"It was actually a pretty fun video to make, it was pretty easy. We basicly fucked around for two days and threw a video together, and it turned out beeing, what I think, our best video."
Bandets sångare och gitarrist Tom DeLonge ska enligt basisten Mark Hoppus ha ringt honom mitt i natten gråtandes för att han skrattat så mycket efter att ha sett en dokumentär om The Bee Gees. Han hade då blivit riktigt sugen på att driva med de i en musikvideo eftersom de såg så töntiga ut i sina kläder. I slutet av videon har då bandmedlemmarna liknande klädstil och frisyrer (peruker) som The Bee Gees bandmedlemmar, de skuttar runt på en äng och ser allmänt töntiga ut.